# Fördraget i Batum
Fördraget i Batum var ett fördrag som undertecknades i Batum i Georgien den 4 juni 1918 mellan det Osmanska riket och de tre transkaukasiska nationerna: Den första armeniska republiken, Demokratiska republiken Azerbajdzjan och Demokratiska republiken Georgien.

## Bakgrund
Huvudartikel: Kaukasusoffensiven
Stilleståndsavtalet i Erzincan undertecknades den 5 december 1917 mellan ryssarna och osmanerna, vilket ledde till stridernas upphörande mellan Ryssland och det Osmanska riket på krigsskådeplatsen Främre orienten under första världskriget. Stilleståndsavtalet i Erzincan följdes den 3 mars 1918 av Freden i Brest-Litovsk, vilken innebar Rysslands utträde ur första världskriget. Mellan 14 mars och 14 april hölls Fredskonferensen i Trabzon mellan det Osmanska riket och de tre nationella rörelser, vilka den 22 april bildade den Transkaukasiska demokratiska federativa republiken. Enver Pascha erbjöd att avstå från osmanernas ambitioner i Kaukasus mot erkännande av ett osmanskt återtagande av de östra provinserna i Anatolien. Den 5 april accepterade den transkaukasiska delegationens ordförande, Akakij Tjchenkeli, fördraget i Brest-Litovsk som grund för fortsatta förhandlingar och skickade ett telegram till de styrande organen med begäran att de skulle godta detta ställningstagande. Sinnesstämningen i Tiflis var dock annorlunda. Armenierna pressade på för att motsätta sig detta och godta att det rådde krigstillstånd mellan den transkaukasiska republiken och det osmanska riket. Stridigheterna återupptogs, varvid turkarna invaderade nya landområden i öster och nådde fram till den gräns som gällt till 1878, före krigen med Ryssland.

## Fördraget
En ny fredskonferens öppnades i Batum den 11 maj 1918, varvid osmanerna utvidgade sina krav och begärde Tiflis, Alexandropol och Echmiadzin. De önskade också bygga en järnväg för att förbinda Kars och Jolfa med Baku. För detta krävdes att den nya staten Armenien, över vars territorium transportkorridoren skulle dras, skulle ge fritt tillträde. De armeniska och georgiska medlemmarna i den  Transkaukasiska republiken satte sig på tvären. Den 21 maj satte sig den osmanska armén åter i rörelse in i områden i tidigare ryska Armenien, vilka inte varit under sultanens kontroll sedan 1600-talet. Den fortsatta konflikten ledde till Slaget vid Sardarapat den 21–29 maj, Slaget vid Karakilisa den 24–28 maj och Slaget vid Bash Abaran den 21–24 maj.
Fördraget undertecknades samtidigt som den osmanska tredje armén hade ryckt fram till sju kilometer från Jerevan och tio kilometer från Echmiadzin.

## Efterspel
Fördraget i Batum kom att bli överspelat efter Turkiets nederlag i första världskriget, undertecknandet av stilleståndsavtalet i Mudros 1918 och annullerandet av Freden i Brest-Litovsk. De turkiska trupperna drogs tillbaka från Transkaukasus i december 1918 och från Karsprovinsen i april 1919.